# Pelecopsis hipporegia
Pelecopsis hipporegia är en spindelart som först beskrevs av Denis 1968.  Pelecopsis hipporegia ingår i släktet Pelecopsis och familjen täckvävarspindlar.
Artens utbredningsområde är Algeriet. Inga underarter finns listade i Catalogue of Life.